# Hexastylis naniflora
Hexastylis naniflora är en piprankeväxtart som beskrevs av Blomq.. Hexastylis naniflora ingår i släktet Hexastylis och familjen piprankeväxter. Inga underarter finns listade i Catalogue of Life.